# A Marked Man
A Marked Man (traducido como Un hombre marcado) es una película wéstern muda estadounidense de 1917 dirigida por John Ford y protagonizada por Harry Carey. Se considera una película perdida.

## Trama
Como se describe en una revista de cine, Cheyenne Harry (Carey), en su búsqueda de comida, irrumpe en la casa de Grant Young (Rattenberry) y su hija Molly (Malone), quienes lo reconocen como el hombre que asaltó el tren en el que viajaba pero luego le permitió quedarse con un broche, regalo de su madre. Grant le da la oportunidad de prosperar convirtiéndose en empleado del rancho. Harry participa en un concurso de carreras de caballos para conseguir suficiente dinero para visitar a su madre, pero Ben Kent, un agente de carreteras y viejo amigo de Harry, le corta los estribos. Grant obliga a Harry a ayudar a detener una diligencia, y después de que Kent mata al conductor de la diligencia, tanto él como Harry son arrestados. Un mensaje que anuncia la llegada pendiente de la madre de Harry (Townsend) resulta en el aplazamiento del ahorcamiento de Harry por un par de semanas, y el sheriff (Steele) le permite a Harry usar el rancho y la hija de Grant para engañar a la madre de Harry, ya que Harry había declarado en sus cartas que era un hombre honorable. Después de la partida de su madre, llega un telegrama que exonera a Harry y se apresura a ver a Molly.

## Elenco
- Harry Carey como Cheyenne Harry
- Molly Malone como Molly Young
- Harry L. Rattenberry como Grant Young (acreditado como Harry Rattenbury)
- Vester Pegg como Ben Kent
- Anna Townsend como la madre de Harry (acreditada como la Sra. Townsend)
- William Steele como Sheriff (acreditado como Bill Gettinger)
- Hoot Gibson como papel indeterminado

## Recepción
Como muchas películas estadounidenses de la época, A Marked Man fue objeto de recortes por parte de las juntas de censura cinematográfica municipales y estatales. La Junta de Censores de Chicago requirió cortes de cuatro escenas del atraco al autocar en el paso, la primera escena del atraco en el agua y el intertítulo "Salgan de aquí y nos olvidaremos del atraco".